# Wissenschaft und Hypothese

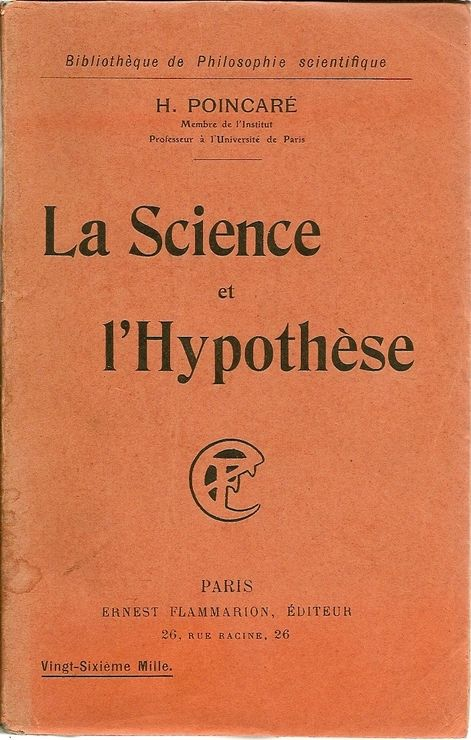
Buchtitel

Wissenschaft und Hypothese (französisch: La Science et l'Hypothèse) ist das berühmteste der vier philosophischen Werke Henri Poincarés.

## Inhalt
Das Buch behandelt
- die Mathematik;
- die Eigenschaften des Raumes (einschließlich der nicht-euklidischen Geometrie);
- das physikalische Wissen seiner Zeit (klassische Mechanik, Relativität der Bewegungen, Energie, Thermodynamik);
- die Natur (Hypothesen in der Physik, Rolle der Wahrscheinlichkeiten, Optik, Elektrizität und Elektrodynamik, Ende der klassischen Idee der Materie)

und die Beziehungen, die zwischen ihnen bestehen.

## Ausgaben
Das Buch erschien 1902 in Paris bei Flammarion in der Reihe Bibliothèque de philosophie scientifique sowie 1904 in deutscher Übersetzung von Lisbeth Lindemann-Küssner. Die deutsche Übersetzung enthält ausführliche Anmerkungen von Ferdinand Lindemann und erschien in vierter Auflage letztmals 1928. Die Ausgabe von 1914 wurde später von Springer Vieweg digitalisiert. Eine neue englische Übersetzung erschien 2017 bei Bloomsbury Publishing.

## Aussagen
Das Buch gibt einen Einblick in Poincarés Denkweise. Er betont unter anderem, dass Definitionen auf Konventionen beruhen, nur die Rückkopplung mit Experimenten könne über deren Sinnhaftigkeit entscheiden. Für sich gesehen, mathematisch, seien zum Beispiel weder die euklidische noch die nichteuklidische Geometrie „richtig“. Auch könne er Cantors Mengenlehre nicht folgen. Andererseits sind Anklänge an den Formalismus nach Art von Hilberts Ansatz erkennbar.

## Zitate
Mathematiker untersuchen keine Objekte, sondern Beziehungen zwischen Objekten; Es ist daher unerheblich, diese Objekte durch andere zu ersetzen, sofern sich die Beziehungen nicht ändern. Die Sache ist ihnen egal, die Form interessiert sie nur.
Es gibt keinen absoluten Raum und nehmen nur relative Bewegungen wahr; mechanische Fakten werden jedoch gewöhnlich so angegeben, als ob es einen absoluten Raum gäbe, auf den sie bezogen werden könnten.
Es gibt keine absolute Zeit; zu sagen, dass zwei Zeitdauern gleich sind, ist eine Behauptung, die an sich keine Bedeutung hat und die nur durch Konvention erworben werden kann.
Wir sind zur folgenden Definition getrieben, die nur ein Eingeständnis der Hilflosigkeit ist: die Massen sind Koeffizienten, die es bequem ist, in die Berechnungen einzuführen.
Diese zwei Sätze, „die Erde dreht sich“ und „es ist bequemer anzunehmen, dass die Erde sich dreht“, haben ein und dieselbe Bedeutung; und es ist nichts mehr in dem einen als in dem anderen.